# 三野小林
三野 小林（みの の おばやし、生没年不詳）は、奈良時代の人物。

## 概要
越前国足羽郡少名郷の戸主。天平神護2年（766年）に彼の道守村にあった口分田1段2分が東大寺の名義に改められたという